# Buket Kömür
Buket Kömür (* 20. Dezember 1998 in England) ist eine britische Schauspielerin türkischer Abstammung.

## Leben und Karriere
Kömür wuchs in England auf. Ihr Studium schloss sie 2020 in Filmwissenschaften und Englischer Literatur an der University of East Anglia ab. Sie begann ihre Karriere als YouTube-Content-Erstellerin unter dem Pseudonym Buket's Blog. Im Frühjahr 2021 löschte sie ihre YouTube-Videos.
Ihr Debüt gab sie 2019 in dem Konzertfilm Roger Waters: Us + Them. Anschließend war sie 2020 in der Serie Honour zu sehen. 2022 spielte sie in der Miniserie Our House mit. Außerdem trat sie in einer Folge in Signora Volpe auf. Unter anderem setzte sie 2024 ihre Karriere in Layla fort. Im selben Jahr bekam sie in der Serie Generation Z eine Hauptrolle. Zudem lieh Kömür ihre Stimme der Figur Brandy im Videospiel Ten Dates.

## Filmografie
Filme
- 2019: Roger Waters: Us + Them
- 2019: What is Your Name
- 2020: Tin Luck
- 2023: See You in the Dark
- 2024: Layla

Serien
- 2020: Honour
- 2022: Our House
- 2022: Signora Volpe
- 2024: Generation Z